# Aasáx
El aasáx es una lengua afroasiática del norte de Tanzania. Con solo 350 hablantes, está en vía de extinción[cita requerida]. El aasáx pertenece a las lenguas cushitas meridionales.
- Datos: Q56620